# 18812 Aliadler
18812 Aliadler (1999 KT13) là một tiểu hành tinh vành đai chính được phát hiện ngày 18 tháng 5 năm 1999 bởi nhóm nghiên cứu tiểu hành tinh gần Trái Đất phòng thí nghiệm Lincoln ở Socorro.